# فيلب ماركوف
فيلب هاينز ماركوف (بالإنجليزية Philip Haynes Markoff) ولد في 12 فبراير 1986 في شيريل،نيويورك،الولايات المتحدة الأمريكية وتوفي
منتحرا في بوسطن،ماساتشوتس في 15 أغسطس 2010 في سن 24.
كان ماركوف طالبا في كلية الطب ومتورطا في السطو المسلح وفي قتل جوليسا بريسمان في بوسطن
ماساتشوتس التي وجدت مقتولة في فندق في 14 أبريل 2009، وفي قضيتي سطو مسلح أخرىين.
لقب ماركوف بقاتل كريجزليست  كونه وجد ضحاياه على موقع
```
كريجزليست
 الإلكتروني بعد إضافة الضحايا لمكان سكنهم على الموقع المذكور.
```

أنكر ماركوف كل التهم الموجهة اليه وادعى البراءة وأقر بأنه غير مذنب.
إلا أن هيئة المحلفين وجدت ماركوف بجريمة قتل من الدرجة الأولى والسطو المسلح وتهم أخرى.
في 15 أغسطس أعلن عمدة سوفولك كاونتي وفاة ماركوف في ما يبدو أنه انتحار في سجن
ناشوا ستريت جيل فيما كان تحت الإقامة الجبرية بانتظار المحاكمة.
وفاة ماركوف أثناء احتجازه اثار مخاوف بشأن سلامة النزلاء في سجون ماساتشوتس التي لديها
معدلات وفيات المساجين أعلى باربع مرات من المتوسط الوطني في السجون الأمريكية.
```
وكان ماركوف وهو ابن سوزان هاينز وريتشارد ماركوف وهو طبيب اسنان في
```

```
سيراكيوز
نيويورك
```

كان فيلب عضوا في جمعية الشرف الوطنية ومحكمة الشباب وفريق البولنغ والغولف
وصفه مدرس اللغة الإنجليزية السابق بأنه طالب جيد وفتى لطيف، ذكي ويرغب في النجاح
ولاغرابة في ذلك ولا شيء غير اعتيادي. وتخرج ماركوف في العام 2004 من مدرسة فيرنون فيرونا الثانوية.
وفي 15 أغسطس انتحر ماركوف بعد سنة كاملة ويوم من التاريخ الذي يفترض أن ييتزوج فيه
وقد انتحر باصابة نفسه بجروح غائرة والاختناق، وقد كتب على زنزانته اسم خطيبته السابقة
ميجان وكتب اسم الحيوان الاليف لكل منهما ونشر صور خطيبته حول زنزانته وأنهى حياته
news.findlaw.com/hdocs/docs/markoff42109cmp.htm
bostonherald.com/news/regional/view.bg?articleid=1167209
nytimes.com/2009/05/01/us/01boston.htm
thebostonchannel.com/r/24649481/detail.htm
1. ↑  "معلومات عن فيلب ماركوف على موقع viaf.org". viaf.org. مؤرشف من الأصل في 2016-11-10.
2. ↑  "معلومات عن فيلب ماركوف على موقع isni.org". isni.org. مؤرشف من 0000 9843 2012 الأصل في 2020-03-25. اطلع عليه بتاريخ 2020-11-10. {{استشهاد ويب}}: تحقق من قيمة |مسار= (مساعدة)
3. ↑  "معلومات عن فيلب ماركوف على موقع id.loc.gov". id.loc.gov. مؤرشف من الأصل في 2020-11-10.

nydailynews.com/topics/philip+markoff